# Philhygra satanas
Philhygra satanas är en skalbaggsart som först beskrevs av Max Bernhauer 1907.  Philhygra satanas ingår i släktet Philhygra och familjen kortvingar. Inga underarter finns listade i Catalogue of Life.